# Estádio Dom Bosco
Estádio Dom Bosco – stadion piłkarski w Araras, São Paulo (stan), Brazylia.